# Nuevos movimientos sociales

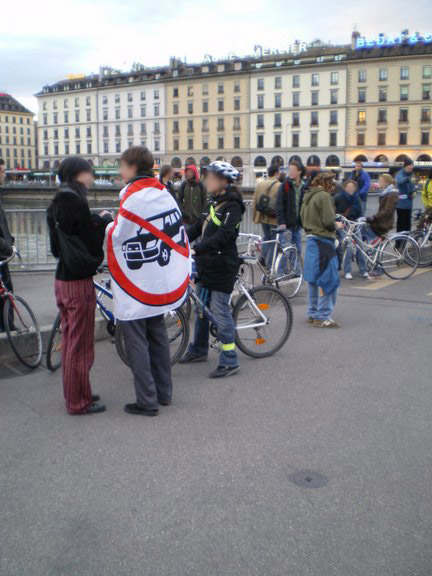
La acción simbólica de los NMS busca crear marcos interpretativos para definir identidades colectivas.

Los nuevos movimientos sociales (NMS) surgieron en la segunda mitad de los años sesenta. Las reivindicaciones de estos movimientos van dirigidas a problemas e intereses como la cultura, el reconocimiento de la identidad individual y social por ejemplo, el medio ambiente, la justicia, y la promoción de los derechos humanos.
Nacieron en las sociedades postindustriales de occidente, luego del declive de los movimientos obreros, surgidos de las sociedades industriales tradicionales.
Los nuevos movimientos sociales no se articulan en torno a la clase social, a diferencia, por ejemplo, del movimiento obrero. Por el contrario, adquieren relevancia temas como la identidad, cultura o roles sociales, mediante formas de participación política fuera de los canales institucionales. Su ideología no es reconocible ni tipificada (no son comunistas, marxistas o socialistas), no combaten la totalidad del capitalismo, sino aspectos puntuales.
Son las maneras en que se determinan las formas de acción colectiva que se consideran novedosas en la expresión colectiva, vinculadas con aspectos sociales como la edad, el género, la orientación sexual, la pertinencia a grupos sociales o los sectores profesionales. Su interés se centra por una parte en la construcción de las relaciones que implica la acción colectiva y, por otra parte se centra en los elementos culturales a los que va ligada la acción simbólica o la creación de los marcos interpretativos para definir las identidades colectivas. La identidad para los NMS es la base para que haya participación y movilización ciudadana.

## Características
Los nuevos movimiento sociales concentran su actividad en producción de nuevos significados de los cuales servirse de como motores de nueva influencia política, innovación y cambio social. El campo de acción estos nuevos movimientos es el de la política no institucional. No buscan que el conjunto de la sociedad asuma como sus valores y planteos, sino que se les permita disfrutar de sus libertades y derechos.
Cuando pensamos en nuevos movimientos sociales pensamos en aquellos que parten de valores y reivindicaciones postmaterialistas (Ronald Ingleheart), como es el caso del ecologismo o el feminismo. A pesar de esta definición, debemos tener en cuenta que se centra en una perspectiva totalmente occidentalista, ya que existen movimientos sociales en países tercermundistas que mezclan tanto valores materialistas como postmaterialistas y no son considerados como nuevos movimientos sociales.
Algunas de las características de los nuevos movimientos que los diferencian de los viejos movimientos sociales son:
- Formas de organización: A diferencia del viejo movimiento obrero, con una estructura más o menos jerárquica, los nuevos movimientos sociales se organizan de forma asamblearia, controlando así a sus dirigentes. Tienen, pues, una estructura descentralizada que permite mucha autonomía en las bases del movimiento.

- Modo de actuar: En lugar de atacar los problemas como todo relacionado con el Estado, se centran en una sola reivindicación. Una vez se cumple esta reivindicación, el grupo desaparece. Hay que destacar también el tipo de protestas que realizan estos nuevos movimientos sociales, ya que se trata de protestas poco institucionales y con un aspecto lúdico. Un buen ejemplo serían las acampadas que se hacen en protesta de los campos de golf.

- Valores y reivindicaciones: Las reivindicaciones hechas por estos nuevos grupos ya no son de carácter cuantitativo (como el hecho de pedir la redistribución de la riqueza) sino que se trata de reivindicaciones cualitativas innegociables, como pedir el cierre de una central nuclear. Por último, también pueden tener relación con la afirmación de una identidad o estilo de vida. Este es el caso, por ejemplo, de los homosexuales. Esta identidad, a diferencia de los antiguos movimientos sociales, no tiene que ver con aspectos de clase.

- Relación con la política: Los nuevos movimientos sociales valoran su autonomía, de modo que no se politizan ni siguen a ningún partido concreto. En lugar de desafiar o apropiarse del Estado, prefieren construir espacios de autonomía contra él.

## Identificación de los nuevos movimientos sociales
Los análisis de los movimientos sociales se centran en estudiar cómo y por qué los integrantes de un movimiento social permanecen unidos y por qué valoran su actuación como la más apropiada. Se pone énfasis en conocer los procesos por los que los individuos dotan de sentido su acción colectiva y deciden participar en el movimiento. Es por eso que se da tanta importancia a la interacción simbólica en las interacciones.
El autor Alberto Melucci concebía a los movimientos sociales como agencias de significación colectiva que difunden nuevos significados en la sociedad a través de formas de acción colectiva, por lo que propone considerar tres aspectos para identificar un NMSs:
1. Apelar a la solidaridad: capacidad de los miembros del MS para definir y reconocer un nosotros para construir una identidad colectiva, como resultado de haber atribuido significado en las relaciones y motivar la acción colectiva.
2. Se detecta un conflicto social que se ha ido percibiendo como condición problemática e injusta que legitima y justifica la acción colectiva.
3. La acción colectiva busca romper los límites del orden en el que actúa. La capacidad del movimiento para romper fronteras del poder en la acción política es básica para el NMS ya que se busca producir cambios en el sistema de normas y en las relaciones sociales.[11]

### Los nuevos movimientos sociales y el movimiento obrero
| -                    | Movimiento obrero                                                     | Nuevos movimientos sociales                                                       |
| -------------------- | --------------------------------------------------------------------- | --------------------------------------------------------------------------------- |
| Localización         | Política                                                              | Sociedad civil                                                                    |
| Objetivos            | Integración política/ justicia social                                 | Cambios de valores y estilo de vida/ defensa de la sociedad civil/calidad de vida |
| Organización interna | Formal/ jerárquica                                                    | Forma de redes/ de base.                                                          |
| Medios de acción     | Movilización política                                                 | Acción directa/ innovación cultural                                               |
| Base social          | Obreros especializados                                                | Nueva clase media                                                                 |
| Modelo de régimen    | Socialismo democrático/ estado de bienestar capitalista y democrático | Difuso (sociedad activa, sociedad civil, etc).                                    |

## Ejemplos
Algunos nuevos movimientos sociales son:[cita requerida]
| - Grupos de contracultura - Ecologismo - Inmigrantes - Movimiento Zeitgeist | - Ocupación - Plataforma de Afectados por la Hipoteca - Protección del consumidor - LGTBI+ - Transexualidad - Cultura del cuerpo |